# El Hajeb

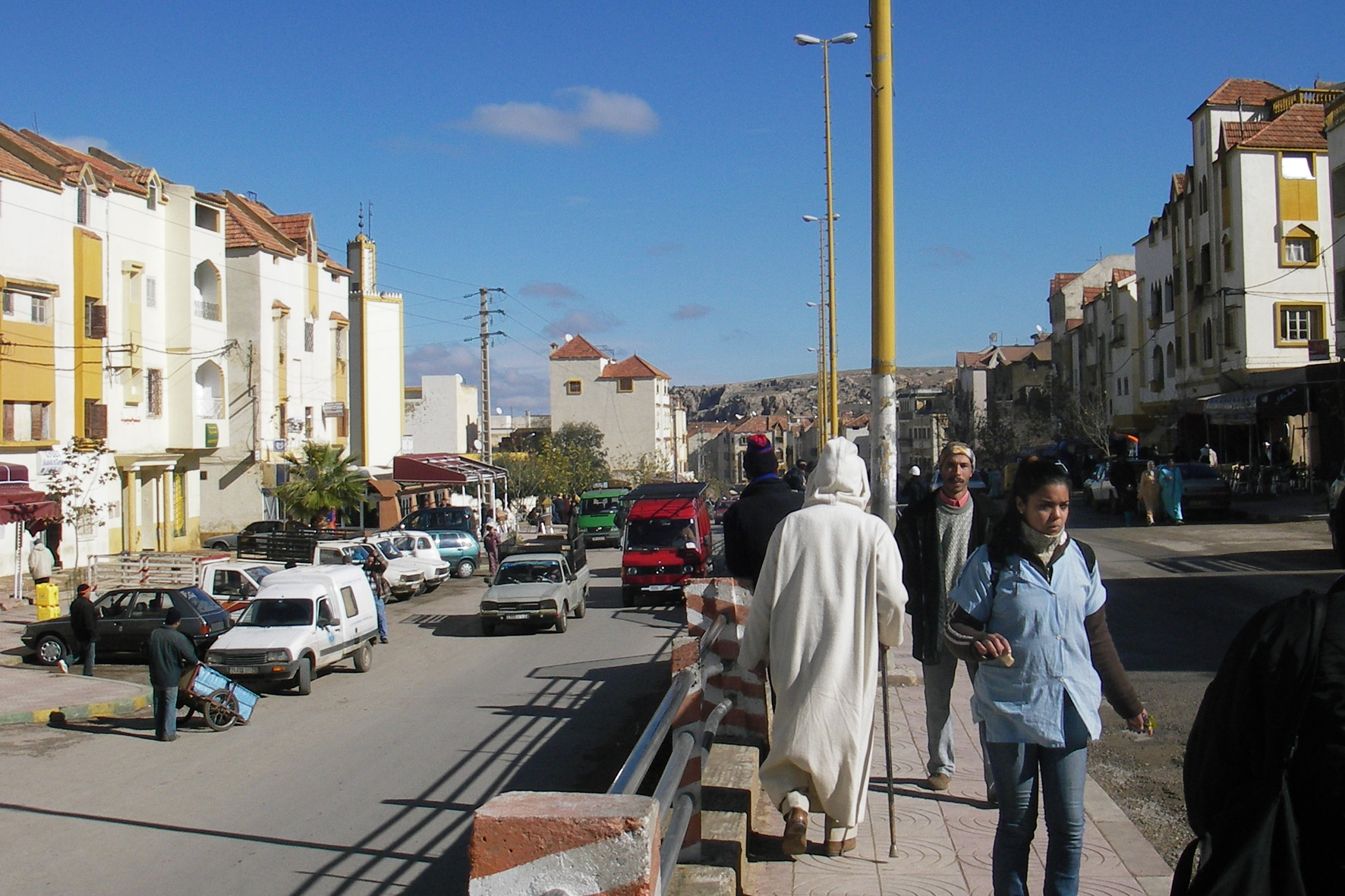
Gata i El Hajeb.

El Hajeb är en stad i Marocko och är administrativ huvudort för provinsen El Hajeb som är en del av regionen Fès-Meknès. Folkmängden uppgick till 35 282 invånare vid folkräkningen 2014.